# Tipula (Lindnerina) senega
Tipula (Lindnerina) senega is een tweevleugelige uit de familie langpootmuggen (Tipulidae). De soort komt voor in het Nearctisch gebied.